# Henrik Stampe (1713-1789)
 Der er flere personer med dette navn, se Henrik Stampe.
Henrik Stampe (28. januar 1713- 10. juli 1789) var en dansk jurist, generalprokurør og statsminister.
Efter at have bestået teologisk embedseksamen i København studerede Stampe filosofi, jura, matematik og fysik i Marburg og endte med at gøre jura til sit hovedstudium. Fra 1741 professor i filosofi ved Københavns Universitet efter at have tabt konkurrencen om et professorat i retsvidenskab til Peder Kofod Ancher. Fra 1753 professor juris og samme år tillige generalprokurør, hvilket gav ham sæde i kancelliet. Generalprokurøren var datidens juridiske konsulent for konge og regering, og han havde desuden sæde i Højesteret.
Stampe er særligt kendt for sine erklæringer, en række juridiske responsa, han udarbejdede i sin egenskab af generalprokurør, og som siden er udgivet og prises for deres eksempler på dygtig forvaltning i enevældens Danmark. Selvom enevældens embedsapparat var snørklet og havde personsammenfald i mange embeder, holdt Stampe efter inspiration fra Montesquieu fast i, at i hvert fald den dømmende magt måtte være adskilt fra den udøvende, og Stampe var således en af de tidligste fortalere for retssikkerhed.

## Barndom og uddannelse
Stampes forældre var provst Jens Stampe (død 1733), præst i Hammer, Horsens, Sulsted og Ajstrup menigheder i Aalborg Stift, og Christine Amalie født Thestrup, en datter af biskop Frants Thestrup. Stampe var den ældste af 8 søskende og var en fjern efterkommer af Erik Klipping gennem sin fars familie. Som dreng gik han i Aalborg Katedralskole, hvorfra han 1728 dimitteredes til Københavns Universitet.
Efter at han havde taget teologisk embedseksamen i 1731, blev han af sin morfader beskikket til konrektor ved Aalborg Skole (1734), og her virkede han som ung lærer indtil 1737, da han med tilladelse til at lade sit embede bestyre ved en vikar rejste udenlands for at uddanne sig i de retninger, der lå ham nærmest.
Først og fremmest tænkte han her på at lægge sig efter den Wolffiske filosofi, der allerede tidligere havde grebet ham. I næsten 2 år opholdt han sig da hos Wolf ved universitetet i Marburg, og foruden i filosofi uddannede han sig under opholdet der også både i jura, fysik og matematik. Han synes på denne tid at have været noget i tvivl, om han skulle vælge jura eller matematik til hovedstudium. Det blev dog retsvidenskaben, der gik af med sejren.
Efter opholdet i Marburg rejste Stampe til Paris og siden til England; men et brev fra hans velynder grev Johan Ludvig Holstein kaldte ham hjem, da der her syntes at åbne sig lejlighed for ham til videnskabelig virksomhed.

## Ansættelse ved Københavns Universitet
Andreas Hojer var nemlig død (1739), og hans plads skulle besættes ved konkurrence. Til den meldte da Stampe sig sammen med ikke færre end 5 andre. Udfaldet af konkurrencen blev (1740) for Stampes vedkommende, at han vel ikke fik den juridiske professur, der blev givet til Kofod Ancher, men blev udnævnt til professor i filosofi. Dette lå ham vistnok ingenlunde fjernt; men hans hu stod dog til juraen, og det var derfor meget heldigt for ham, at Holstein, der var universitetets patron, ønskede, at han skulle holde private juridiske forelæsninger.
Dette gjorde han i en årrække med overordentlig stor iver og med stort udbytte både for sig selv og for sine tilhørere. Imidlertid var han (1743) blevet både medlem af det juridiske fakultet og af Konsistorium, hvilket sidste stod i forbindelse med, at han også blev universitetets sekretær. I 1751 forbandt han med disse stillinger også at blive kvæstor ved universitetet.
Omsider udnævntes han 16. februar 1753 til juridisk professor, og det så nu ud, som om han på forskellige måder var forsvarlig knyttet til universitetet; men ejendommelig nok, samme dag, han blev juridisk professor, udnævntes han til den vigtige stilling at være generalprokurør og dermed desuden til at have sæde i Kancelliet, et vidnesbyrd om, i hvilken grad hans gamle velynder Holstein, der var kancelliets præsident, havde sin opmærksomhed henvendt på ham.
Naturligvis var det umuligt samtidig at være generalprokurør og at virke med kraft som universitetsprofessor; men Holstein fik det indrettet på bedste vis for ham. Mens han nemlig slap for i fremtiden at holde forelæsninger imod at betale en mindre sum til en vikar, beholdt han for øvrigt professorembedets ret betydelige indtægter i forening med sin lønning som generalprokurør. Visse forretninger vedblev han stedse at røgte ved det juridiske fakultet, ligesom han stadig var medlem af Konsistorium indtil året 1785 og tillige bevarede kvæstorforretningerne indtil året 1784.

## Generalprokurør

### Hans rolle i lovgivningsarbejdet
Hans fortsatte virksomhed ved universitetet vedrører os dog ikke her. Det er hans arbejde som generalprokurør, der fra året 1753 træder i forgrunden. Således som denne embedsmand på denne tid var stillet, bestod hans gerning væsentlig i at være en slags konsulent for de forskellige Kollegier, især for danske Kancelli, ved at afgive erklæringer over juridiske spørgsmål, der rettedes til ham, samt i at udarbejde udkast til love enten efter opgivne momenter eller uden sådanne.
Enhver vil kunne forstå, at i en fremragende jurists hånd måtte et sådant embede kunne få stor betydning, og der er da ingen tvivl om, at Stampe i tiden fra 1753-70 har været den vigtigste mand i kancelliet.
Mens man sædvanlig i de tider ved kollegiernes historie lider af vanskeligheden ved at skelne, hvad der har været de enkelte kollegiemedlemmers særlige del i det, der er udrettet enten af godt eller af mindre heldigt, er det anderledes med Stampe. Udbyttet af hans gerning ligger tydelig og klart i de efter hans død i følge hans egen beslutning udgivne Erklæringer, hvorved han i høj grad har sat sig selv et monumentum ære perennius (minde for evig tid).
Hvad der udmærker dem, er for det første store formelle fortrin. De indtager, rent stilistisk set, en høj plads i den tids prosalitteratur her hjemme; i den grad er fremstillingen naturlig og klar, samtidig med at sproget er ualmindelig godt og tit påfaldende livligt, når man tager de med nødvendighed jævnlig temmelig tørre emner i betragtning. Hovedsagen er imidlertid naturligvis de fortrinlige juridiske udviklinger, de indeholder, der bæres af en mærkelig bon sens (sund fornuft) og af et klart blik for det praktiske livs krav.
Det er dog ikke den rent juridiske side af dem, der i denne skildring skal fremdrages. De er nemlig tillige såre vigtige ved det billede, de giver af Stampes opfattelse af vigtige statsforhold og samfundsforhold og af hans virksomhed for deres udvikling.
Stampe var så fuldt som nogen her hjemme en varm tilhænger af enevælden og overbevist om det fortræffelige ved statens forfatning med dens kollegiestyrelse. Men han stod derfor på ingen måde uden for adskillige af de fremskridtstanker, der på den tid var satte i bevægelse ad statsvidenskabelig eller filosofisk vej. Man kan således ikke være i tvivl om, at han på flere punkter var påvirket af Wolf, når denne på den ene side betonede det almene vel som statssamfundets opgave og tillige fremhævede menneskenes naturlige lighed og frihed. Der var herved fremdraget meget vigtige synspunkter til bedømmelse af adskillige stats- og samfundsforhold, og tanken om det store hensyn, der skyldtes folket midt i den enevældige stat i modsætning til den tidligere stærke fremhævelse af fyrstens dynastiske interesser, var herved kommet til at ligge ligefor.

### Borgerlig frihed og myndighedsadskillelse
Under påvirkning af disse bevægelser i datiden var Stampe ligesom Jens Schielderup Sneedorff, Tyge Rothe, Frederik Lütken og andre stærkt gennemtrængt af tanken om den ret til borgerlig frihed, som de enkelte borgere i et land havde, og han mente også, at den dansk-norske stats lovgivning sikrede folket en sådan. Værnet for denne frihed og den dermed forbundne sikkerhedsfølelse lå efter hans opfattelse i den trygge adgang til lands lov og ret, der kunne sikre borgerne imod vilkårlighed, fra hvilken side den så kom. I det han mente, at det særlig var kancelliets opgave at våge over, at undersåtternes ret på dette område blev agtet, kan man sige, at han også opfattede det som sin personlige pligt, og den gennemførte han trofast, hvor der var lejlighed dertil.
Et hovedpunkt var her, at der værnedes over adskillelsen imellem den udøvende og den dømmende myndighed, en adskillelse, som ikke længe i forvejen Montesquieu med stor kraft havde ført ordet for i sit berømte værk om Lovenes Ånd. Den ene gang efter den anden førte Stampe en levende kamp imod embedsmænd omkring i landet eller imod regeringskollegier, som han mente gjorde sig skyldige i at gå uden for deres område ved at blande sig i domstolenes gerning og udvirke kendelser ved kongelige resolutioner i stedet for at lade afgørelsen ske ved domstolene.
Stampe kunne ved sådanne lejligheder bruge det skarpeste sprog. I det han ville arbejde for, at den ved lovgivningen fastslåede rettergang blev stillet på den plads, der tilkom den i samfundet, værnede han da også med iver om appellationsinstitutionen. Han bekæmpede af al magt, at en sag, der var pådømt ved en lavere domstol, bag efter kunne indankes til endelig afgørelse ved en kongelig resolution, den skulle gå til den højere retsinstans. Naturligvis værgede han derfor med stor styrke om Højesteretsdommenes uforanderlighed, med undtagelse af at selvfølgelig kongen måtte have benådningsret. Kun i visse enkelte tilfælde mente Stampe, at der kunne fældes domme ved kongelige resolutioner.

### Lighed for loven og bondeven
Der kan ingen tvivl være om, at ligesom den begrundelse, han gav af hele dette punkt, har sin store interesse, således har hans varme kamp for domstolenes ret og ukrænkelighed haft betydning med hensyn til Danmarks indre politiske udviklings historie. Hånd i hånd hermed kan det fremhæves, at han med ikke mindre styrke ville have alles lighed for loven slået fast. Det måtte, udtalte han, gøres klart, at "Kongen har lige stor Omsorg for alle sine Undersaatter, fra den højeste til den laveste, og forskaffer dem alle lige Sikkerhed for deres Liv og alt, hvad dem tilhører".
Det had imod vilkårlighed, der gik igennem alt dette, lod ham blandt andet i flere henseender være en skarp kritiker af den behandling, som bønderne blev genstand for fra herremændenes side, og han havde et klart blik for, at deres tilstand havde udviklet sig på en for dem såre sørgelig måde. Hertil kom, at han havde fremskredne meninger på det økonomiske område, i det han holdt for, at frihed langt bedre end tvang fremkaldte flid og opsving. Han var derfor bestemt af den overbevisning, at selvejendom burde udvikles så meget som muligt på landet, mens hoveriet fremkaldte dårligt arbejde, foruden at det gav plads for meget hårdhed og vilkårlighed. På flere punkter mødtes han altså med den bevægelse for bondestandens frigørelse, der var i fuld gang her hjemme allerede under Frederik 5..
Ganske vist var han efter sin natur ikke de dristige reformers Mand; dertil var han, f.eks. hvad landbosagen angik, for ængstelig for at komme til at træde proprietærernes vel erhvervede rettigheder for nær; men hans kritik af de bestående fejl i ordningen var dog så stærk, at regeringen naturligt tog ham med, da spørgsmålet om indgribende landboreformer blev rejst i året 1767 efter Reverdils initiativ. En erklæring, som han da afgav 1. oktober om, hvorledes kongens hensigt at ville befri bønderne bedst kunne fremmes, udtalte, hvad der var meget vigtigt, at stavnsbåndet alene afhang af proprietærernes forpligtelse til at stille rekrutter, thi heraf var følgen, at når denne forpligtelse hævedes, var kongen i sin gode ret til at afskaffe stavnsbåndet. Han udviklede også, hvorledes friheden ville have gode virkninger, bl.a. ved at fremme befolkningstilvæksten; men han tilrådede, at hvis kongen ville forbedre bøndernes stilling, skulle man blive stående ved at indskrænke stavnsbåndet til at omfatte tiden fra det fyldte 14. år til det fyldte 36. år.
I den følgende tid havde Stampe sæde baade i Landvæsenskommissionen af 27. oktober 1767 og i Landvæsenskollegiet af 15. april 1768, og han havde stor del i de forordninger, som dette kollegium fik udstedt både om hoveriets bestemmelse, om forøgelse af selvejendom og om fællesskabets ophævelse. Det vides, at han var et af de ivrigste medlemmer af kollegiet, og det må tillige erindres, at videre end han dristede selv Reverdil sig ikke til at gå med sit forslag til stavnsbåndets indskrænkning.

### Yderligere erhverv og ærestildelinger
Den Sans for frihedens betydning for arbejdet, som bragte Stampe til at ønske selvejendom fremmet, gjorde ham også ilde stemt imod de skranker, som vidtgående privilegier og lavsrettigheder kunne sætte for omsætningen. Det var bl.a. det, der bragte ham til at få udvirket et reskript af 10. april 1761, hvorefter der ikke måtte oprettes flere lav, samtidig med at optagelsen i de bestående lav lettedes, og eneret kun måtte gives i visse bestemte tilfælde og for en vis tid, ligesom næringsfriheden i de danske og norske købstæder betydelig udvidedes.
I det vigtige afsnit af Stampes Liv, som vi her har dvælet ved, havde han med stillingen som generalprokurør også forbundet den at være højesteretsassessor, og foruden at han var blevet udnævnt til direktør for det kongelige Søassuranceselskab, var der tilfaldet ham forskellige titler og andre Udmærkelser. Han var 1766 blevet konferensråd, 1769 Ridder af Dannebrog, 1770 gav dronning Sophie Magdalene ham sin orden de l’union parfaite, og han var desuden 4. maj 1759 blevet optaget i den danske adelstand.
Imidlertid havde han tillige giftet sig (30. november 1753) med Christine Elisabeth Kløcker, datter af etatsråd Herman Lengerken Kløcker; men døden berøvede ham hende allerede 1761.

## Struensee og Ove Høegh-Guldberg
Den meget indflydelsesrige rolle, som Stampe havde spillet indtil 1770, ophørte, da Struensee i dette år greb magten. Vistnok lod han Stampe beholde embedet som generalprokurør, og han brugte ham også, bl.a. til at udarbejde en ny instruks for Højesteret; men stor indflydelse havde Stampe dog ikke i denne tid, og som andre medlemmer af kancelliet følte han sig stærkt trykket ved den myndighed, Struensee udøvede. Et meget godt arbejde fik han imidlertid dog i denne tid lejlighed til at udføre ved udarbejdelsen af forordningen af 15. juni 1771 om Hof- og Stadsretten i København, og han holdt da også bag efter sin hånd med kraft over denne domstol, med hvis indretning han havde sympatiseret.
Derimod havde han desværre ingen ære af, da han havde fået sæde imellem Struensees dommere, så at være den, der affattede dommen over Struensee, som vel kendt et i flere henseender højst uheldig redigeret aktstykke. Stampe var åbenbart under Struensee-katastrofen som så mange andre her hjemme kommet rent ud af ligevægten.
I den såkaldte Guldbergske tid indtog han naturligvis en meget anset ydre stilling, og foruden at blive gehejmeråd (1774) fik han sæde ikke alene i flere kommissioner, men også baade i overskattedirektionen (1777) og i overbankdirektionen (1782), og i kancelliet vedblev hans ord at gælde meget; men dog var hans virksomhed i denne tid mindre, end den havde været før 1770. Det ser også stærkt ud til, at han i længden ikke har følt sig tilfreds med den Guldbergske styrelse, efterhånden som den ved kabinetsordrerne fik et vilkårlighedens præg, der i høj grad stred mod de grundsætninger, han stedse havde gjort gældende. Et tydeligt vidnesbyrd om uoverensstemmelsen imellem ham og Guldberg var det, da han på grund af opposition imod dennes indgriben i bankstyrelsen fik sin afsked fra overbankdirektionen 19. august 1783.
Det er under sådanne forhold ikke underligt, at han blev draget ind i de forhandlinger imellem flere af Guldbergs modstandere, der førte til Regeringsforandringen 14. april 1784. Der var ved denne lejlighed gjort regning, bl.a. af A.P. Bernstorff, på, at han skulle træde ind i Konseillet, hvad også skete. Men uheldigvis var Stampe den gang begyndt at blive legemlig svækket som en følge af apoplektiske anfald, hvoraf det første havde ramt ham i december 1781. Under indflydelse af den tiltagende svækkelse af hans arbejdskraft, der var en følge heraf, blev det i virkeligheden ikke noget energisk arbejde, han kunne udføre som statsminister. Han døde i 1789.
Under tidsafsnittet imellem Struensees fald og 1784 havde han 1776 giftet sig anden gang, med en enke efter konferensråd J.G. Klinggraf, Margrethe Elisabeth født Grøn, der overlevede ham. Ligesom hans første hustru bragte hun ham formue, men fødte ham ingen børn.
Det Portræt, man har af Stampe, malet af Jens Juel, gør et overordentlig tiltalende indtryk, både klogt og elskværdigt. Dertil svarer helt det billede, man får af ham ved at sysle med hans historie. Man ser i ham ikke alene den udmærkede embedsmand og jurist, men også en mand med humane og ædle grundsætninger, og hvad man hører om ham som privatmand, tyder på, at han har været en såre elskværdig personlighed.

## Erklæringer, Breve og Forestillinger, Generalprokurørembedet vedkommende
Et anseligt vidnesbyrd om sin juridiske virksomhed har Henrik Stampe efterladt sig i sine ovennævnte Erklæringer, Breve og Forestillinger, Generalprokurørembedet vedkommende, i 6 store kvartbind (1793-1807). Disse har en betydelig interesse så vel ved at bringe bud om den danske retstilstand fra en tid, hvor den egentlige retsvidenskab var meget sparsom, som gennem de rige bidrag, de giver til bedømmelse af Stampes personlighed, og da særlig som jurist.
Til værkets vurdering må det erindres, at disse erklæringer ikke er tænkte at skulle være videnskabelige afhandlinger, men kun praktiske løsninger af spørgsmål, der fremlagdes Stampe til embedsmæssig afgørelse. Hermed er dog ikke ment, at hans betænkninger skulle være uden videnskabeligt værd. Tværtimod indeholder adskillige af dem en så omhyggelig udredning af sagens teoretiske sider, at de også efter en rent videnskabelig målestok kunne stå deres prøve. Stampe havde jo ikke blot viet sin ungdomstid til teoretiske studier, men var også i besiddelse af utvivlsomme evner i denne retning. Mange nye og originale synspunkter kan han dog ikke siges at have bragt videnskaben, og hans egentlige betydning ligger altså ikke på dette felt. Den beror derimod på hans sjældne evne til i praksis at anvende og gennemføre de tanker, der var oppe i tiden, og som han gennem sine studier var kommet i frisk og umiddelbar berøring med.
Den ydre lejlighed hertil gav hans stilling som generalprokurør ham, men han måtte også siges i sjælden grad at forene de indre betingelser, der krævedes for at udfylde denne betydningsfulde post. Til et frit og åbent blik på mange af livets forhold, hvilket hans beskæftigelse med teoretiske spørgsmål yderligere havde bidraget til at udvide, føjede sig en juridisk skarpsindighed, en sund praktisk sans og en retsindighed, der sjælden lod ham forfejle den rette afgørelse.
Blandt tanker, som således for Stampes tid til en vis grad var nye, og, som i alt fald først ved Stampe er blevet bragte til fuld praktisk gyldighed i Danmark, er den skarpe adskillelse af retsplejen fra forvaltningen, hvilken danner et så betydningsfuldt led i nutidens retstilstand. Stampe bliver i sine betænkninger ikke træt af at gentage, at spørgsmål om private rettigheder eller om straf skulle afgøres, ikke ved administrativ resolution, men ved dom, og at en sådan fuldt må respekteres, indtil den omstødes ved appel til højere ret.
På en tid, da hele den danske retsorganisation for alvor skulle grundlægges (den juridiske eksamen var jo først indført 1736), var det en stor og ubestridelig fortjeneste, at den således straks med sikker hånd blev lagt i den rette plan, og derved en skæbnesvanger forvirring, der på grund af, at de forskellige funktioner sædvanlig udøvedes af samme person, hos os lå særlig nær, lykkelig blev undgået. For øvrigt var Stampe alt for meget de praktiske opportunitetshensyns mand, til at han ikke selv, hvor særlige grunde i høj grad talte derfor, bestemte sig til at gøre brud på sit princip.
Hans iver for at sikre borgerne fri adgang til domstolene stod i sammenhæng med hans bestræbelser for i det hele at beskytte dem mod overgreb fra statsmagtens side. embedsmænd, der viste sig for ivrige til at udsuge folk med sportler (som jo i de tider tilfaldt dem selv), forsømte han ingen lejlighed til at indskærpe, at de var til for publikums skyld og ikke omvendt. Under den enevældige konges beskyttelse skulle borgerne i videst muligt omfang nyde frihed og lighed for loven. Foranstaltninger f.eks. gående ud på at pålægge bønderne tarvelighed i klædedragt modsatte han sig, fordi de kun kunne bidrage til at udvikle en uheldig følelse af standsforskel; snarere skulle de højere stænder i så henseende foregå de andre med et godt eksempel. I det hele taget følte han en varm interesse for at hæve og frigøre bondestanden, om end han med den forsigtighed, som også til en vis grad hans stilling pålagde ham, anbefalede at gå langsomt til værks. Også for næringsfrihed, imod lavsvæsen og købstadsprivilegier træder han i sine betænkninger ofte i brechen. Over for militærmagten er han stadig på sin post, når den forsøger at ville tilrane sig jurisdiktion over civile borgere eller begår andre overgreb, og det lykkedes ham også ved bestemt optræden at få afværget et forsøg, der blev gjort på at få pensionerede ffficerer ansatte i de forskellige civile embeder.
Indtog således Stampe end i mange retninger et oplyst og frisindet standpunkt, kan det dog ikke undre, at han i enkelte henseender kun var et barn af sin tid. Dette viste sig således med hensyn til hans kriminalistiske opfattelse, i det han sluttede sig til den gamle afskrækkelsestheori og som følge deraf var tilbøjelig til ret strenge, ja barbariske straffe, jævnfør således den af ham forfattede plakat af 18. december 1767 om straffen for "melankolske og tungsindige Mennesker", der alene for selv at blive af med livet begik Mord; dog griber også her hans menneskelige følelse og sunde sans ikke sjælden regulerende ind og lemper princippets strenghed.
Nogen udpræget initiativets mand var Stampe ikke. Skønt det også hørte til hans embede som generalprokurør at indgive forslag til nye love, er det dog ikke mange af betydning, der i følge hans foranstaltning så lyset. Dog kan som eksempler på sådanne love nævnes forordningen af 6. oktober 1753 om hasardspil, af 14. maj 1754 om åger og kredit til umyndige og forordningen af 8. april 1768, der hjemler arvingerne det såkaldte "beneficium inventarii". Stampes særlige interesse for arve- og skifteforhold var for øvrigt af gammel dato, i det hans disputats ved den juridiske professorkonkurrence i 1740 handlede om testamenter.
Den strenge dom over Struensee, ved hvilken, som ovenfor anført, Stampe medvirkede, har man vel søgt at retfærdiggøre fra strengt juridisk standpunkt, men det er dog næppe lykkedes. Man må vistnok nøjes med at finde nogen undskyldning for den i særlige historiske forhold, der undertiden viser sig stærkere end retten, og for hvilke i alt fald Stampe ubevidst blev et offer.